# 府中通信施設
府中通信施設（ふちゅうつうしんしせつ、 Fuchu Communications Station、施設番号：FAC 3016）は、東京都府中市浅間町にあるアメリカ第5空軍第374空輸航空団が管理していた在日米軍通信施設。

## 概要

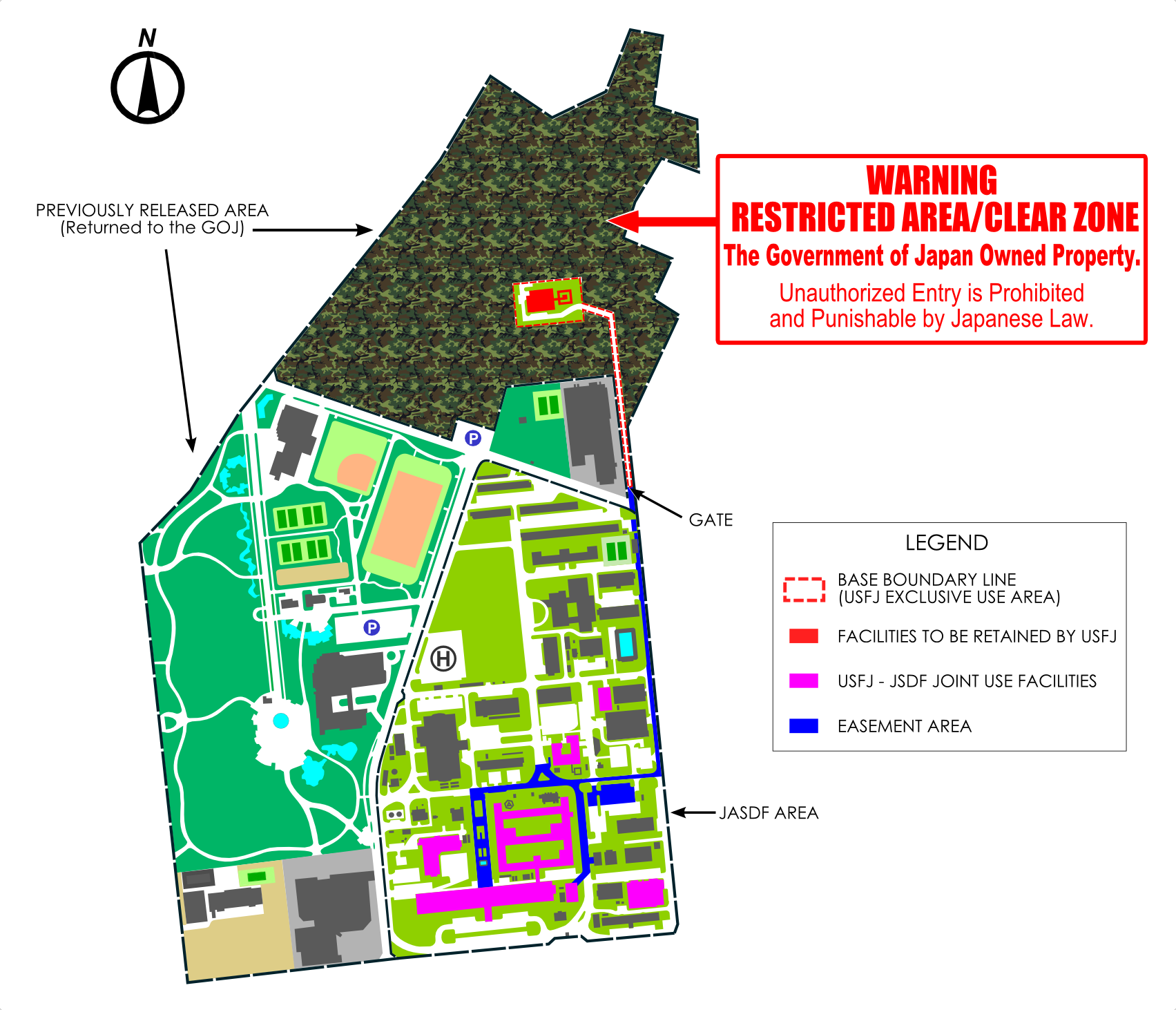
府中通信施設現況図

1940年（昭和15年）に旧陸軍燃料廠として設置された施設であるが、1945年（昭和20年）9月に接収されアメリカ軍施設としての使用が始まった。
朝鮮戦争時はアメリカ極東空軍（Far East Air Forces, FEAF）第315航空師団（315th Air Division）の司令部が芦屋飛行場（福岡県）から移転するとともに合同軍事運輸委員会（Joint Military Transportation Board, JMTB）が設置され、前線の地域司令官から発せられる戦域内空輸（Intra-theater Airlift）の要請を日本国内に駐留していた第315航空師団隷下部隊の空輸能力と整合させるとともに、空輸を実施する優先順位や物資の配分を決定するといった作戦指導が行われていた。
1952年（昭和27年）7月26日、旧日米安保条約第3条に基づく行政協定第2条の規定によって、従来の接収財産からアメリカ軍への提供施設・区域へと切り替えられた際には、府中兵器廠（Fuchu Ordnance Depot）や極東空軍航空資材司令部B地区（FEAMCOM Area B）として物資の保管・貯蔵や車両の修理点検業務などが行われていた。また、通信部隊の駐留に伴ってテレタイプ（印刷電信機）回線の自動中継施設が設置されたため、日本国内のアメリカ空軍長距離通信システムにおいて中枢的な役割を持つ施設となり、1956年（昭和31年）5月にはアメリカ極東空軍（FEAF）の司令部が都心から移転、司令部機能を持つ重要施設として位置付けられるようになった。さらに翌1957年（昭和32年）7月、従来のアメリカ極東軍（Far East Command, FEC）が解散して新たに在日米軍（USFJ）が発足すると、日本国内に駐留するアメリカ陸海空三軍の調整等を主任務とする在日米軍司令部、及び日本・韓国のアメリカ空軍を統括するアメリカ太平洋空軍第5空軍（Fifth Air Force）司令部が設置された。
1960年代には太平洋軍電子諜報センター（PACOM ELINT Center）、太平洋軍作戦連絡事務所（POLO）、特殊情報通信自動中継センター（SARC）、気象中継センター（WRC）などが設置され、太平洋・極東地域のアメリカ軍施設としてより高い重要性を帯びるようになった。中でも1967年（昭和42年）に設置された太平洋軍作戦連絡事務所では、アメリカ軍による世界規模の戦略核戦争計画にあたる「単一統合作戦計画（SIOP）」の実行に備えて様々な計画文書の作成や偵察計画の立案が行われており、核戦争勃発時には「ブルー・イーグル」というコードネームを付与されたEC-135によるアメリカ戦略空軍（SAC）の空中指揮ポストを統制し、西太平洋地域の作戦連絡拠点として機能する任務が与えられていた。また、太平洋軍電子諜報センターでは1968年（昭和43年）に北朝鮮に拿捕された情報収集艦プエブロ（USS Pueblo, GER-2）の任務を上瀬谷通信施設（神奈川県横浜市）のアメリカ海軍保安群部隊（NSGA Kamiseya）とともに支援しており、準備活動として乗組員の訓練が行われていたほか、出港後にプエブロが収集した情報も同センターに送られていた。
最盛期には本施設に勤務する軍人・軍属が約2,300人、日本人従業員が約1,400人に及んでいたとされ、南側に設けられていたヘリパッド（現・府中の森芸術劇場付近）にヘリコプターが発着する際の騒音や、関東平野の在日米軍マイクロウェーブ通信網が1960年代中盤から484N-Bシステムに改良された際に新設されたマイクロウェーブ塔からの影響によるテレビ受信障害が問題化していた。
その後、1973年（昭和48年）1月、第14回日米安全保障協議委員会で合意された「関東平野空軍施設整理統合計画(KPCP: 通称・関東計画)」により、府中空軍施設は通信施設等を除き、その大部分が向こう3年以内に返還されることが決定、これに基づいて1974年（昭和49年）11月、在日米軍司令部及び第5空軍司令部が横田飛行場（東京都福生市）に移転した。両司令部の他に府中から横田へ移駐した主な部隊・組織は次の通り。
- アメリカ国防通信局極東支部（Defense Communications Agency, Far East）
移駐後はアメリカ国防通信局北西太平洋支部（DCA Northwest Pacific）に改編。
- 空軍通信サービス第1956通信群（1956th Communications Group, AFCS）
- 第20気象中隊（20th Weather Squadron）
- 空軍システム軍団電子システム本部第11分遣隊（Detachment 11, Electronic Systems Division, AFSC）
- 第41航空宇宙救助回収航空団OL-A（Operating Location Alpha, 41st Aerospace Rescue and Recovery Wing）
- 空軍特別調査部第46管区司令部（Hqs. Air Force Office of Special Investigations, District 46）
- 第746空軍音楽隊（746th Air Force Band）
- 太平洋空軍第6004運営技術中隊第2分遣隊（Detachment 2, 6004th Management Engineering Squadron, PACAF）
- アメリカ空軍郵便配達サービス第10分遣隊（Detachment 10, USAF Postal and Courier Service）
- アメリカ沿岸警備隊分遣隊（U.S. Coast Guard Detachment）
- 太平洋販売所調達事務所（Pacific Exchange Procurement Office）
- 軍事アマチュア無線通信局（Military Amateur Radio Station, MARS）
- メリーランド州立大学地域事務所（District Office of the University of Maryland）

1975年（昭和50年）6月30日には通信施設を除く54.1haが返還、1977年（昭和52年）には政府間協定により施設名称が「府中空軍施設」から「府中通信施設」に変更された。現在、返還された土地の1/3は自衛隊用地として航空自衛隊府中基地が引き続き使用している。
その他の返還された土地は跡地利用計画によって府中市立浅間中学校、府中の森公園、府中の森市民斎場、府中の森芸術劇場、府中市美術館、平和の森公園、府中市生涯学習センターが建設され、残余は処分留保地となった。
未返還の通信施設部分は第475基地航空団の管理下におかれ、空軍通信サービス（現・空軍ネットワーク統合センター）の直轄部隊であった第1956通信群によって継続運用されていたが、1986年（昭和61年）3月に一部を除いて返還された（後述）。一方、既に返還されていた空自府中基地の中にある施設が共同使用の形で再び在日米軍に提供され、第5空軍第623戦術管制中隊（623d Tactical Control Squadron）の分遣隊が防空システム（BADGE）の戦闘指揮所（COC）などを使用していた。
2021年（令和3年）9月30日に残る0.78ヘクタールの土地と建物が日本に引き渡され、基地の歴史に幕を下ろした。
跡地は、空自府中基地内の共同使用区域のほか、平和の森公園と府中市生涯学習センター北側の国所有の留保地に分かれており、留保地内にアメリカ第5空軍374空輸航空団の任務支援群に属する第374通信中隊が運用していた、管理棟1棟と高さ107mのマイクロウェーブ塔1基が残存している。

## 沿革
- 1940年（昭和15年）
  - 旧陸軍燃料廠として開設[8]。
- 1945年（昭和20年）
  - 9月2日 - アメリカ軍が接収[8]。
- 1947年（昭和22年）
  - 1月20日 - フィリピンからアメリカ陸軍航空軍（USAAF）極東航空資材司令部（FEAMCOM: Far East Air Material Command）が移駐[9]。
- 1948年（昭和23年）
  - アメリカ陸軍府中兵器廠（Fuchu Ordnance Depot）設置。多用途車両（ジープ）の修理点検を行う施設となる[10]
- 1949年（昭和24年）
  - 7月1日 - 極東航空資材司令部、立川飛行場（東京都立川市）東地区に移駐[9]。残った組織は極東航空資材司令部B地区（FEAMCOM Area B）に改編。
- 1950年（昭和25年）
  - 2月 - 大型トラック及びトレーラーの保管・修理業務を行うため府中兵器廠の任務が拡張される[10]。
- 1951年（昭和26年）
  - 2月5日 - 芦屋飛行場（福岡県遠賀郡芦屋町）から第315航空師団（315th Air Dvision）が移駐[11]。
- 1952年（昭和27年）
  - 7月26日 - 「府中兵器廠」（一時使用施設）、「極東空軍航空資材廠B地区」（無期限使用施設）としてアメリカ軍に提供[12]。
- 1953年（昭和28年）
  - 8月20日 - 第1956空路航空通信役務中隊（1956th AACS Squadron）が移駐[13]。
- 1954年（昭和29年） 
  - 4月23日 - 第315航空師団、立川飛行場へ移駐[11]。
  - 12月 - 府中兵器廠司令部、所沢兵器分廠（埼玉県所沢市）へ移駐[10]。
- 1956年（昭和31年）
  - 1月～6月 - 第1気象航空団（1st Weather Wing）が移駐[14]。
  - 5月1日 - 第6000支援航空団（6000th Support Wing）が移駐[15]。
  - 5月13日 - 明治生命館ビル旧館（東京都千代田区丸の内）からアメリカ極東空軍（FEAF）司令部が移駐[16]。
  - 5月16日 - 第1808空路航空通信役務航空団（1808th AACS Wing）が移駐[17]。
- 1957年（昭和32年）
  - 1月20日 - 第1808空路航空通信役務航空団、ウィーラー空軍基地（ハワイ）へ移駐[17]。
  - 6月30日 - 守山空軍施設（愛知県名古屋市）から第10気象群（10th Weather Group）が移駐[18]。
  - 7月1日 - 在日米軍（USFJ）発足。司令部が設置される[19]。
  - 7月1日 - アメリカ極東空軍が太平洋空軍（PACAF）に改編され、司令部がヒッカム空軍基地（ハワイ）へ移駐[16]。
  - 7月1日 - 守山空軍施設からアメリカ第5空軍（Fifth Air Force）司令部が移駐[20][21]。
  - 7月1日 - 第1気象航空団、ウィーラー空軍基地へ移駐[22]。
  - 7月24日 - 航空自衛隊用地として一部返還（7,302m2）[8]。
- 1959年（昭和34年）
  - 9月18日 - 第1956空路航空通信役務中隊、第1956空路航空通信役務群（1956th AACS Group）に改編[13]。
- 1960年（昭和35年）
  - 10月8日 - 第10気象群、第1気象航空団司令部先遣隊（Advanced Echelon, HQ 1WW）に改編[23]。
- 1961年（昭和36年）
  - 7月1日 - 第6000支援航空団、第6100基地航空団（6100th Air Base Wing: 立川飛行場）と統合。第6100支援航空団（6100th Support Wing）に改編、司令部は立川飛行場へ移駐[24]。
  - 7月1日 - 第1956空路航空通信役務群、空軍通信サービス（AFCS）の発足に伴い第1956通信群（1956th Communications Group）に改編[13]。
  - 7月1日 - 第1気象航空団司令部先遣隊が解散。翌日、ウィーラー空軍基地から第1気象航空団が移駐[25]。
- 1964年（昭和39年）
  - 6月8日 - 第20気象中隊（20th Weather Squadron）が編成される（再編成）[26]。
- 1965年（昭和40年）
  - 07月01日 - 航空自衛隊用地として一部返還（804m2）[8]。
  - 12月20日 - ワシントンハイツ住宅地区（東京都渋谷区）の代替施設として、将校宿舎・食堂・クラブ等を新設[8]。
- 1967年（昭和42年） 
  - 太平洋軍作戦連絡事務所（POLO）を設置[4]。
  - 02月01日 - ヒッカム空軍基地から空軍システム軍団（AFSC）電子システム本部第11分遣隊（Detachment 11, Electronic Systems Division）が移駐[27]。
  - 09月06日 - 航空自衛隊用地として一部返還（5,690m2）[8]。
- 1968年（昭和43年）
  - 5月 - 太平洋軍電子諜報センター（PEC）の移転が決定[28]。
  - 12月28日 - 新方式の関東平野マイクロウェーブ通信回線（484N-Bシステム）が全線開通[29]。
- 1970年（昭和45年）
  - 06月30日 - 横田飛行場の第347戦術戦闘航空団（347th Tactical Fighter Wing）の管理下に置かれる[30]。
- 1971年（昭和46年）
  - 06月26日 - 太平洋軍電子諜報センターの運用を停止。ハワイ州パールハーバーへ機能移転[28]。
  - 05月15日 - 臨時再編成された第6100基地航空団（横田飛行場）の管理下に置かれる[30]。
  - 11月01日 - 第475基地航空団（475th Air Base Wing) の管理下に置かれる[30]。
- 1972年（昭和47年）
  - 07月01日 -  空軍通信サービス極東通信管区（FECR）の廃止に伴い、第1956通信群がウィーラー空軍基地の太平洋通信地区（PCA）司令部隷下に入る[13]。
  - 07月15日 - 太平洋軍作戦連絡事務所廃止。ハワイ州クニアへ機能移転[2]。
- 1973年（昭和48年）
  - 01月23日 - 第14回日米安全保障協議委員会で関東計画が合意される。3年以内に通信施設を除いて返還することが決定[31]。
- 1974年（昭和49年）
  - 09月30日 - 第1956通信群、横田飛行場に移駐[13]。
  - 11月07日 - 基地降旗式。在日米軍司令部及び第5空軍司令部が横田飛行場へ移転[8]。
- 1975年（昭和50年） 
  - 05月28日 - 国有財産関東審議会答申に基づき自衛隊による返還跡地の一時使用が承認される[8]。
  - 06月30日 - 通信施設を除き返還（54.1ha）[8]。
- 1977]（昭和52年）
  - 10月06日 - 政府間協定により、「府中通信施設（Fuchu Communications Station）」に施設名称を変更[8]。
- 1981年（昭和56年）
  - 07月29日 - 通信施設の一部（210m2）を返還[8]。
- 1982年（昭和57年）
  - 07月01日 - 日米合同委員会において府中通信施設の一部返還を合意[8]。
- 1983年（昭和58年）
  - 12月02日 - 空自府中基地内の建物の一部4棟（1,800m2）を日米地位協定第2条第4項で追加提供することを閣議決定[8]。
- 1986年（昭和61年）
  - 03月31日 - 通信施設の一部（土地約37,000m2、建物約4,700m2）を返還[8]。
- 1987年（昭和62年）
  - 09月18日 - 空自府中基地内の建物の一部（620m2）を日米地位協定第2条第1項（a）及び第2条第4項（b）で追加提供することを閣議決定[8]。
- 1990年（平成02年）
  - 12月18日 - 空自府中基地内の建物の一部（約1,700m2）を日米地位協定第2条第4項で追加提供することを閣議決定[8]。
- 1996年（平成08年） 
  - 03月28日 - 跡地利用につき周辺施設との調和が図りにくいとして、府中市が東京都に対し通信施設の移設及び早期返還を要望[8]。
  - 06月20日 - 東京都が移転と早期返還について東京防衛施設局に要望書を提出[8]。
- 2008年（平成20年）
  - アメリカ第5空軍第374空輸航空団の管理下で運用中（16,618m2）。
- 2021年（令和03年）
  - 08月08日 - 9月30日までの全部返還に合意[32]。
  - 09月30日 - 残る敷地と土地（0.78ヘクタール）が返還された[7]。

## その他

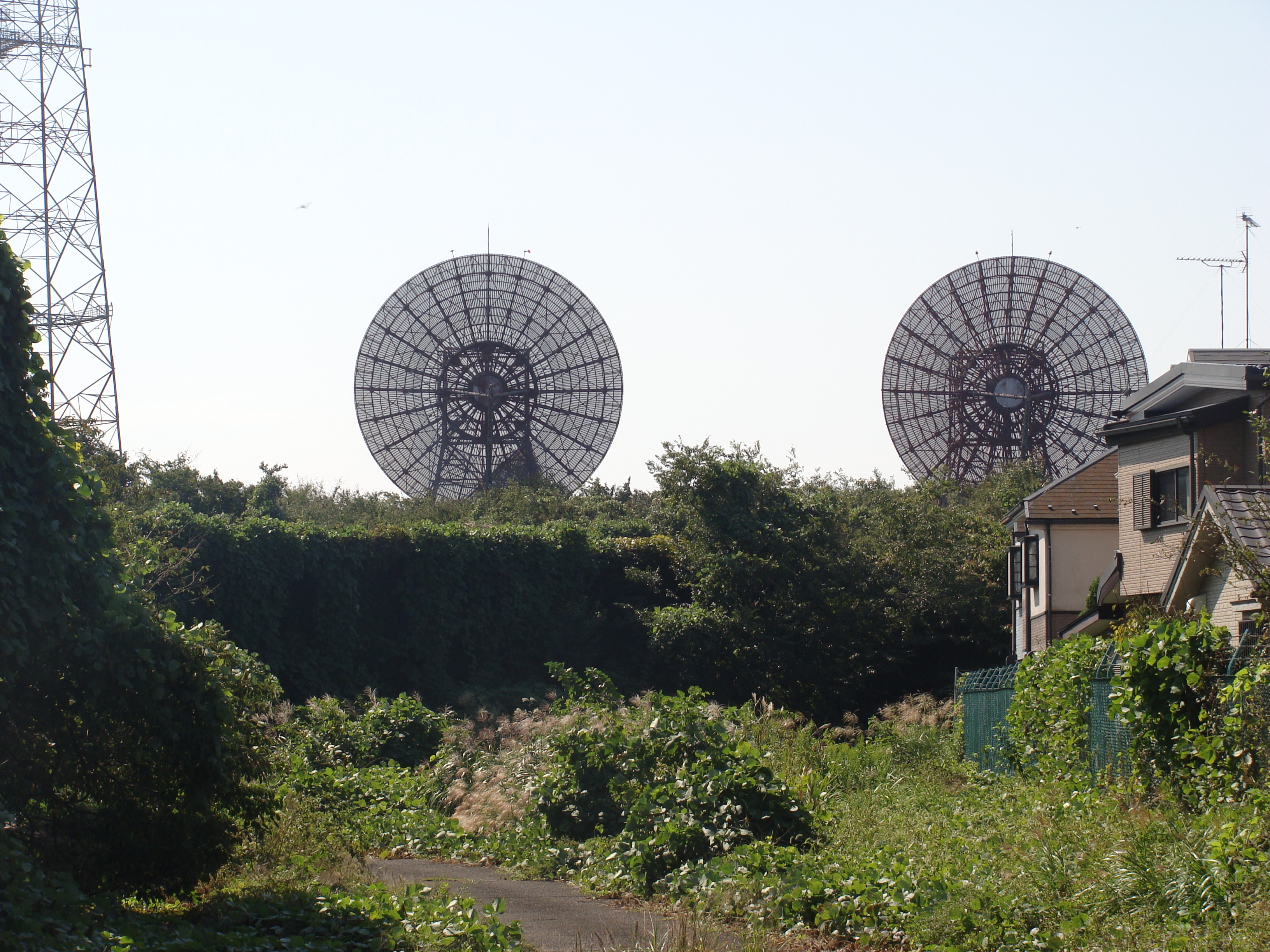
パラボラアンテナ

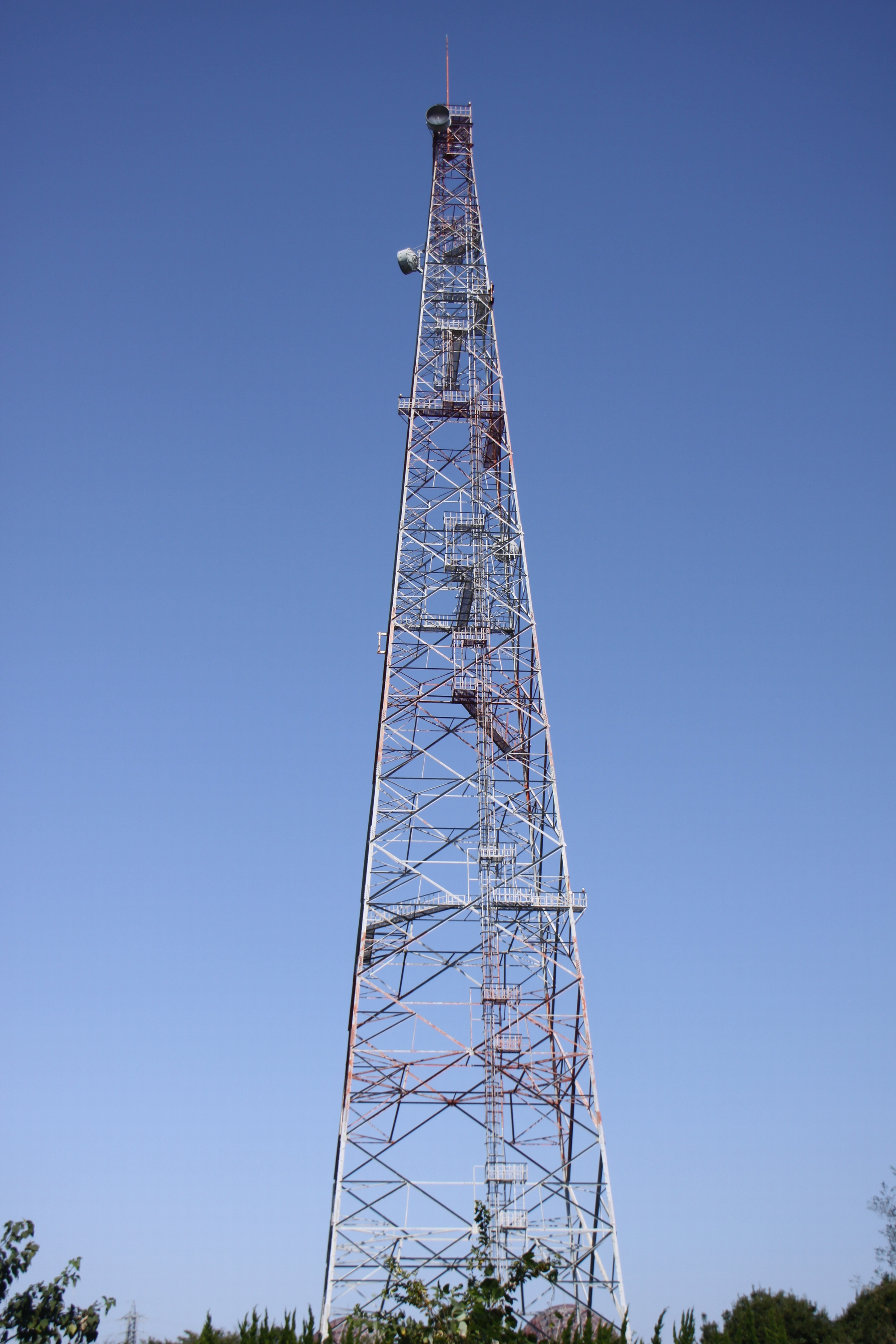
通信用鉄塔

返還跡地内にある2基の対流圏散乱波通信（Tropospheric Scatter:トロポスキャッター）用の大型パラボラアンテナとその関連施設は府中トロポサイトの名でも知られている。この施設は1950年代末から1960年代前半にかけて日本列島を縦断する在日米軍の通信網が整備された際に設置されたもので、アンテナの直径は45フィート（約14m）あり、北北東方向に向けられている。
この対流圏散乱波通信システム（Japan Troposcatter System, JTS）はDCS（Defense Communications System, 国防通信システム）というアメリカ国防総省の複合通信システムの一部を構成していたもので、日本国内の遠距離通信を行う際に使われた。見通し距離外の通信では山岳の回折や電離層の反射などを利用して遠方に電波を伝える方法があるが、VHFやUHFなどの短い波長は電離層で反射されず突き抜けてしまうため、より下層の対流圏における大気の屈折率の乱れによって電波が散乱する原理（散乱波）を利用したこのシステムが用いられていた。各地域ごとに設置されたJTSのターミナルは域内の主要な在日米軍施設とマイクロウェーブ通信回線を通じて相互接続しており、全国の在日米軍施設を繋ぐ通信システムの重要な部分を担っていた。
この通信システムの運用開始当時は稚内通信施設（FAC 1011、北海道）、キャンプ千歳（FAC 1054、北海道）、三沢飛行場（FAC 2001、青森県）、ジョンソン飛行場（FAC 3051、埼玉県）、府中空軍施設、キャンプ座間（FAC 3079、神奈川県）、岩国飛行場（FAC 4092、山口県）、板付飛行場（FAC 5001、福岡県）、背振山通信施設（FAC 5073、佐賀県）、八重岳通信所（FAC 6006、沖縄県）の10箇所にターミナルが設置され、さらに、府中‐三沢間には那須（栃木県）、仙台（宮城県）、束稲山（岩手県）の3箇所、座間‐背振山間には大観山通信施設（FAC 3095、神奈川県）、大山（愛知県）、六甲通信所（FAC 4058、兵庫県）、祖生通信所（FAC 4100、山口県）の4箇所、背振山‐八重岳間には知覧通信所（FAC 5102、鹿児島県）にそれぞれ中継施設が設置された。
当時、キャンプ座間からはジョンソン飛行場、祖生通信所からは岩国飛行場、背振山通信施設からは板付飛行場にそれぞれ分岐するかたちで伝送路が設けられ、稚内－千歳間と座間－ジョンソン間は24チャンネル、千歳－府中間と背振山－八重岳間は60チャンネル、府中-板付間は120チャンネル、さらに板付からは韓国の通信施設に60チャンネルが設けられていた。また、空自入間基地の発足と共に航空自衛隊へ施設・区域の一部が移管されたため、ジョンソン飛行場に設置されていたターミナルがキャンプ・ドレイク（埼玉県朝霞市）のノースキャンプ898号棟へ移転、従来の24チャンネルから60チャンネルとなった。
のちにこのシステムは民間通信回線や衛星ターミナルと日本・韓国・台湾・東南アジアなど各地域のアメリカ軍施設を相互に接続する役割も持つようになり、これに関連する機能として府中には国防総省とアメリカ軍の部隊や施設が使用するAUTOVON（Automatic Voice Network: 自動音声通信網）という電話システムのスイッチ（交換台）が設置された。日本国内（沖縄を除く）や韓国と海外の間のAUTOVONによる通話は全て府中で接続業務が行われ、同様のスイッチが設置されていた沖縄のフォート・バックナー（現・キャンプ・フォスター）やフィリピンのクラーク空軍基地とも相互に接続するようになった。
関東計画によって在日米空軍の主な施設が横田飛行場に移転した後も、府中のAUTOVONスイッチはキャンプ・ドレイクに残っていたAUTODIN（Automatic Digital Network: 自動デジタル通信網）のスイッチングセンター（ASC）とともに引き続き運用されていたが、アメリカ国防通信局（DCA）と空軍通信サービスは1976年（昭和51年）から在日米軍司令部とともにDCS‐R（DCS Reconfiguration in the Kanto Plain Area）というプロジェクトで関東平野におけるDCSの再構成を検討しており、人員・機器の輸送費、施設の維持管理、物理的セキュリティ要因などの項目に対する包括的な評価が行われた結果、これらの機能は横田に集約する必要があると判断され移転が決定した。
1982年（昭和57年）7月1日の日米合同委員会では移転完了後に府中のパラボラアンテナ部分とキャンプ・ドレイクのノースキャンプ残部を返還することが合意され、横田に約76,000平方フィート、府中に約6,700平方フィートの建物をそれぞれ新設・追加提供するほか、主要通信回線への接続機能と一次予備電源システムをこれらの新しい施設に提供し、さらに府中で運用されていた民間広帯域回線との相互接続機能を横田へ再配置することが条件として盛り込まれた。
この合意を受けて、国防通信局は1984年（昭和59年）から日本国内のDCSにおける既存のマイクロウェーブと対流圏散乱波通信の伝送システムをデジタル化して通信機能を向上させるJRD（Japan Reconfigulation and Digitization）プログラムを実施、ハワイ州ウィーラー空軍基地の第1843技術設備群にプログラムマネージメントオフィスが開設され、横田の第1837電子設備中隊が機器設置作業を担当した。関東平野のDCSを運用・統轄していた第1956通信群はこのプログラムによる設備の近代化や施設の集約によって43名の人員と約500万ドルの年間運用維持費の削減を見込んでおり、施設管理を担当していた第475基地航空団も輸送・土木・供給にかかる費用と人員の削減が可能になると予測していた。
最終的に府中とキャンプ・ドレイクからの通信機能の移転計画はこのプログラムの一部に組み込まれ、移転後の返還は1986年（昭和61年）4月に、また、デジタル化された新たな通信システムの運用開始は1988年（昭和63年）にそれぞれ予定されていた。新規提供施設は1984年（昭和59年）9月までにおおむね完成し、1985年（昭和60年）から横田で新システムの運用が開始され、同年12月に府中から日本人従業員が撤退、翌1986年（昭和61年）3月31日にパラボラアンテナ部分が返還され、府中通信施設における専用地区はマイクロウェーブ施設部分のみとなった。
なお、冷戦の終結に伴って1992年（平成4年）4月にアメリカ空軍の大規模な再編が行われ、施設管理部隊の第475基地航空団は横田飛行場の第374戦術空輸航空団とともに解散、両航空団が統合する形で編成された第374空輸航空団が新たに施設管理を担当することになった。また、この再編で戦略空軍（SAC）が廃止となり、核兵器搭載任務を与えられていたB-52による24時間警戒態勢が解除されたため、第1956通信群が解散した。同通信群が担当していた通常の通信任務は第374空輸航空団の隷下に新編された第374支援群（現・第374任務支援群）に所属する第374通信中隊に移行、現在も同通信中隊によって施設が運用されている。
現在、パラボラアンテナ部分の跡地は国有財産中央審議会から大蔵大臣（当時）あてに答申された「米軍提供財産の返還後の利用に関する基本方針について（三分割答申）」に基づき処分留保地（立入禁止）となり、国立医薬品食品衛生研究所の移転により周辺の残存施設とともに解体撤去される予定だった。しかし2012年（平成24年）9月に、都市計画等の手続きの見通しが立たないことを理由に移転先が川崎市に変更され、それに伴い利用計画の見直しが進められている。